# Pogonocherini
Pogonocherini – plemię chrząszczy z rodziny kózkowatych i z podrodziny zgrzypikowych. 

## Zasięg występowania
Przedstawiciele tego plemienia występują w Europie, płn. Azji, płn. Afryce oraz w obu Amerykach.
W Polsce 4 gatunki.

## Systematyka
Do Pogonocherini zalicza się 74 gatunki i 14 rodzajów:
- Alphomorphus
- Callipogonius
- Ecteneolus
- Ecyrus
- Estoloderces
- Hypomia
- Lophopogonius
- Lypsimena
- Oectropsis
- Parmenopsis
- kozulka (Pogonocherus)
- Poliaenus
- Soluta
- Zaplous